# Tysklands politik
 Der er for få eller ingen kildehenvisninger i denne artikel, hvilket er et problem. Du kan hjælpe ved at angive troværdige kilder til de påstande, som fremføres i artiklen.

Det tyske politiske system er bygget op omkring den tyske grundlov, Grundgesetz (GG), som blev vedtaget af en vesttysk nationalforsamling i Bonn 1949. Den 3. oktober 1990 blev de seks delstater i det tidligere DDR indlemmet i forbundsrepublikken, hvorfor den i starten udelukkende vesttyske forfatning kom til at gælde for hele Tyskland.
Tyskland er en parlamentarisk føderal republik, med en præsident som overhoved. Som føderal republik spiller de enkelte delstater en meget stor rolle i tysk politik, og i modsætning til det danske et-kammer-system, består det lovgivende system i Tyskland af to kamre. Et nationalt Bundestag og et af delstatsrepræsentanter sammensat Bundesrat.

## Den udøvende magt
Den tyske regeringsleder kaldes forbundskansleren (på tysk: Bundeskanzler). Han/hun leder forbundsregeringen (på tysk: Bundesregierung), som skal have støtte af et flertal i Bundestag. Derfor er Tyskland et parlamentarisk demokrati, fordi regeringen skal have flertal i parlamentet. I Tyskland er der tradition for flertalsregeringer, og det er som oftest det største parti der stiller kansleren. Olaf Scholz fra SPD er den nuværende forbundskansler.
Forbundspræsidenten (på tysk: Bundespräsident) har på mange områder samme ceremonielle funktion som den danske dronning, dog er forbundspræsidenten hvert femte år på valg. Forbundspræsidenten vælges af en af Bundestag og Bundesrat sammensat Forbundsforsamling (på tysk: Bundesversammlung), der kun mødes til dette ene formål hvert femte år. Siden februar 2017 har Franz-Walter Steinmeier været Tysklands forbundspræsident.

## De tyske partier
Det tyske politiske system er ligesom det danske et parti-demokrati, hvilket betyder, at partier og dets medlemsskare betyder væsentligt mere end f.eks. den angel-saksiske/amerikanske tradition.
Historisk set har magten været delt mellem CDU/CSU og SPD, der oftest har benyttet sig af støtte fra mindre partier.
I dag (efter forbundsdagsvalget 2021) er følgende partier, rangeret efter størrelse, repræsenteret i Forbundsdagen:
- SPD – socialdemokratisk parti
- CDU – kristendemokratisk, konservativt parti (en del af CDU/CSU-alliancen)
- Bündnis90/Die Grünen – centrum-venstre-miljøparti
- FDP – liberalt parti
- Alternative für Deutschland – nationalkonservativt parti
- CSU – kristendemokratisk, konservativt parti (en del af CDU/CSU-alliancen; kun opstillet i Bayern)
- Die Linke – socialistisk parti
- Sydslesvigsk Vælgerforening – mindretalsparti repræsenterende det danske mindretal og nordfrisere (kun opstillet i Slesvig-Holsten)

## Slagkraftigt demokrati – læren fra Weimar
Det tyske demokratis grundideer blev skabt i 1949 på baggrund af de erfaringer man havde gjort sig med demokratiet i Weimarrepublikken, en republik som Hitler havde kunnet afskaffe i 1933. Dette demokratiske system havde ikke været i stand til at forsvare sig selv mod anti-parlamentarisme og anti-demokratiske strømninger, og det havde været for nemt for politikere at sætte forfatning og demokrati ud af kraft.
Man droppede i 1949 en gængs retspositivistisk indstilling, en forestilling der går ud fra, at regler kan ændres blot et flertal støtter det, og gik over til en mere naturretlig eller overpositivistisk indstilling. Den sidste indstilling går ud fra, at nogle regler er så grundlæggende at de aldrig kan ændres. På den måde håbede man på at kunne beskytte den demokratiske forfatning bedre mod anti-demokratiske strømninger.
Denne uantastelighed eller uforanderlighed står klart beskrevet i den tyske Grundgesetz. Hvor artikel 1 omhandlende menneskets urørlighed er klart og tydeligt beskrevet.
Man kan sammenfatte de nye ændringer i demokratiet af 1949 overfor Weimarrepublikkens fra 1919 i følgende overordnede ændringer:
- En svagere præsident-funktion der gav præsidenten nærmest udelukkende en ceremoniel rolle.
- Konstruktivt mistillidsvotum. Hvis man skulle stille et mistillidsvotum til den siddende regering, så skulle man have et alternativ klar selv, der skulle kunne samle et flertal i parlamentet.
- Forfatningsdomstol der skulle kunne dømme partier ulovlige, hvis de arbejdede imod forfatningens principper om demokrati og menneskerettigheder. Dette er sket to gange i forbundsrepublikkens historie. I 1952 mod et nationalistisk autoritært parti og i 1956 mod det kommunistiske parti.
- En spærreprocent på 5 procent skulle gøre det sværere for mindre og radikale partier at opnå valg.

## Kanslerdemokrati?
Især i forbundsrepublikkens første periode under Konrad Adenauer kom der kritiske bemærkninger om, at Tyskland var et kanslerdemokrati, at kansleren alt for let og uhindret kunne tillade sig ikke at informere oppositionen og at droppe debatter med dem. Kritikken er nok i nogen grad berettiget når det gælder Konrad Adenauers nærmest majestætiske opførsel i republikkens første år, men den kan også anses for at være forståelig, når man ser på den manglende tradition og forståelse for den politiske debat i Tyskland på dette tidspunkt. De senere kanslere har været mere under pres fra både presse og opposition, så talen om kansler-demokrati er nok at sætte tingene på spidsen.